# Batalla de Brávellir
La batalla de Brávellir (o batalla de Bråvalla) fue una batalla legendaria descrita en las sagas nórdicas que supuestamente tuvo lugar en Brávellir, por un lado Sigurd Ring, rey de Suecia y los gautas de Götaland Occidental, y por otro lado su tío Harald Hilditonn, rey de Dinamarca y los gautas de Götaland Oriental.

## La causa del conflicto
Harald había heredado Suecia de su abuelo maternal Ivar Vidfamne, pero gobernaba Dinamarca y Götaland Oriental, mientras su caudillo lacayo Sigurd Ring gobernaba Suecia y Götaland Occidental. Según la leyenda, Harald Hilditonn se daba cuenta de que estaba envejeciendo y de que no moriría en batalla, lo que impedía acceder al Valhalla, en consecuencia le pidió a Sigurd si podría ayudarle a conquistar su sueño y dejar este mundo de forma gloriosa en una gran batalla.

## Preparaciones
Según Saxo Grammaticus, ambos ejércitos estuvieron preparándose durante siete años y reunieron un ejército de 200.000 hombres. Harald tuvo de su parte a los héroes legendarios como Ubbe de Frisia, Hothbrodd (apodado el furioso o indomable), así como 300 vírgenes Skjaldmös conducidas por Hed, Visna y Veborg. Por su parte Sigurd reclutó a los héroes de renombre como Starkad. Posteriormente se les unieron partidas de noruegos, fineses, estonios, curonios, bjarmanos, livonios, sajones, anglos, frisones, irlandeses, rus, osilianos entre otros, que escogieron una de las partes. Se talaron bosques enteros para construir 3000 drakkars y transportar a los suecos. Los daneses de Harald a su vez construyeron muchas naves para atravesar Oresund.
Los números, no obstante, se consideran exagerados y se calcula en diez veces menos. Normalmente, en la época vikinga, los leidang más numerosos llegaron a fletar hasta 300 naves en los reinos escandinavos.

## Emplazamiento

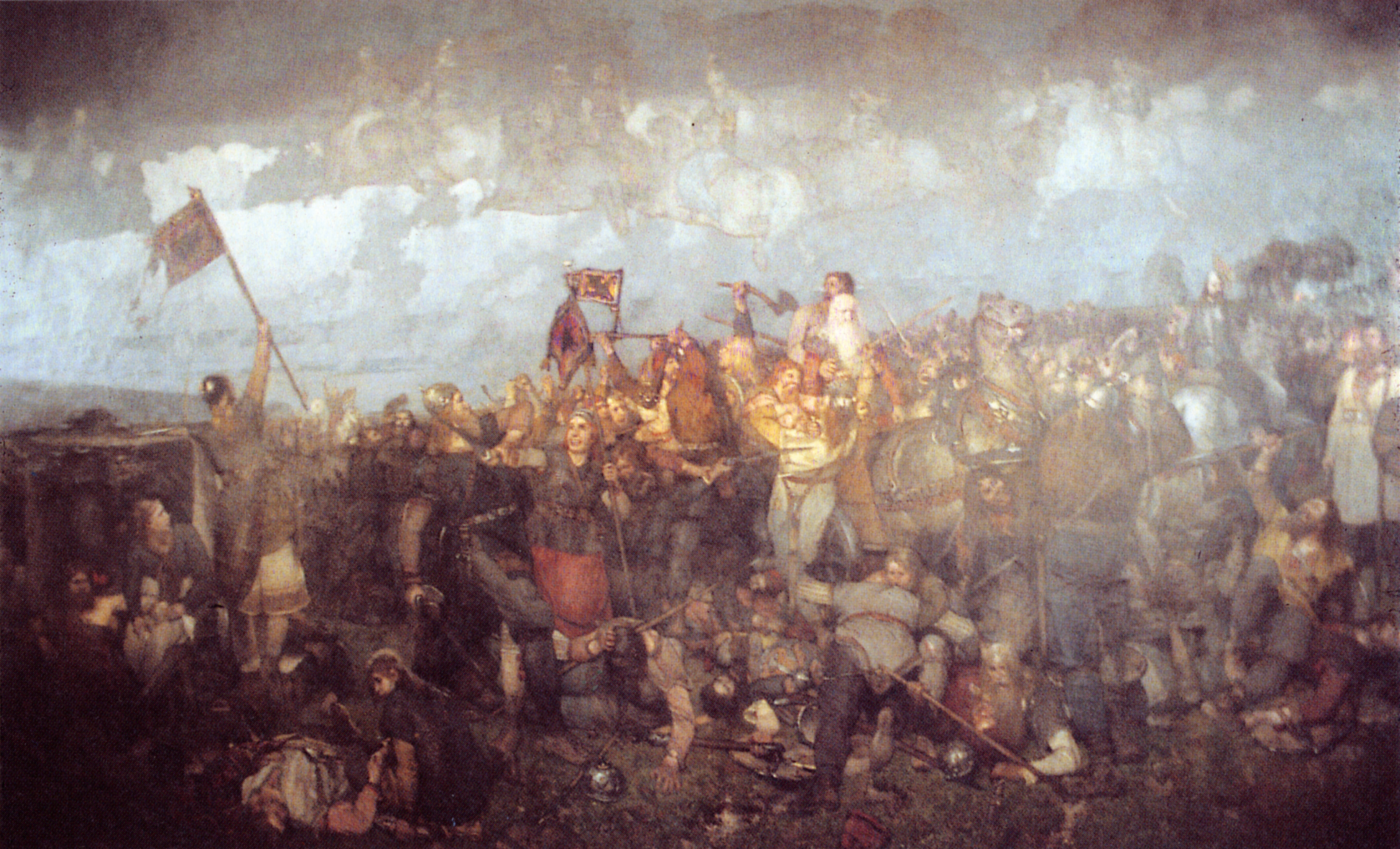
Pinturas de batallas del siglo XIX, Batalla de Brávellir, Pinturas de August Malmström, Östergötlands museum.

La  saga Hervarar habla sobre Brávelli í eystra Gautlandi (Bråvalla en Östergötland), y en Sögubrot af nokkrum fornkonungum habla de un lugar al sur de Kolmården que separaba Suecia (Svealand de Götaland Oriental y donde se localiza a Bråviken:
... Kolmerkr, er skilr Svíþjóð ok Eystra-Gautland ... sem heitir Brávík.
y Saxo finaliza su aportación con un "entonces finalizó la batalla de Bråvik", por lo que algunos historiadores indican que la batalla tuvo lugar en Bråviken.

## Batalla
Las citas en Gesta Danorum y Sögubrot af nokkrum fornkonungum son básicamente las mismas.
Al principio los ejércitos lucharon en común, pero tras un tiempo Ubbe de Frisia (Ubbi) fue el centro de atención, matando a Ragnvald (el Sabio Consejero), luego al campeón Tryggvi y tres príncipes suecos de la dinastía real. Humillado, el rey Sigurd Ring envió a Starkad quien logró herir a Ubbi pero él mismo también fue seriamente herido. Ubbi mató a Agnar, tomando la espada con ambas manos frenó el recorrido de los suecos, hasta que cayó ensartado por flechas de los arqueros de Telemark. Entonces la guerrera skjaldmö, Veborg mató a Söti y consiguieron herir de nuevo a Starkad quien estaba profundamente enojado. Furioso, Starkad se adelantó al ejército danés matando a todo guerrero a su alrededor y le cortó el brazo a Visna, que sostenía el estandarte danés. Starkad luego logró matar a Brai, Grepi, Gamli y Haki. Cuando Harald se dio cuenta de estos hechos heroicos, se arrodilló en su carro con una espada en cada mano y mató tantos guerreros como pudo a izquierda y derecha. Al rato, el heraldo de Harald, Bruni, consideró que ya había amasado suficiente gloria y aplastó el cráneo del rey con una estaca.

## Resultado
Sigurd ganó la batalla y se convirtió en soberano absoluto de Suecia y Dinamarca, al precio de 40.000 muertos.

## Historia o leyenda
La coincidencia de los historiadores sobre la batalla ha variado en los últimos dos siglos, dependiendo de la ideología imperante entre los historiadores escandinavos. Mientras antes del siglo XVIII se daba crédito a los registros de las sagas, a lo largo del siglo XIX y XX cambió el rumbo y se cuestionó la fiabilidad de que realmente hubiera sucedido el conflicto, considerando los argumentos a favor como exageraciones y la percepción que las citas sobre la batalla eran ficticias.
Desde el punto de vista mitológico la suerte del rey Harald estaba echada, ya que el dios Odín dio la victoria a Sigurd tras intervenir personalmente y matar al rey.
Existe la hipótesis que la misma batalla se refiere a los hechos de 827 cuando Harald Klak fue desterrado de Dinamarca.
Como las sagas islandesas no reflejan este episodio, algunos investigadores consideran que no se puede considerar los escritos de Saxo como fuente histórica fiable. Aunque, no obstante, otros consideran que la coincidencia de ciertos datos como la alianza de curonios y estonios con los suecos, y livonios con los daneses, coinciden con fuentes de crónicas contemporáneas que refuerzan el argumento sobre la historicidad de la batalla.